# Kurzbahnweltmeisterschaften 1993
| Kurzbahnweltmeisterschaften 1993 | Kurzbahnweltmeisterschaften 1993 |
| -------------------------------- | -------------------------------- |
| Veranstaltungsort                | Palma                            |
| Teilnehmende Nationen            | 46                               |
| Teilnehmende Athleten            | 313                              |
| Entscheidungen                   | 32                               |
| Eröffnung                        | 2. Dezember 1993                 |
| Abschluss                        | 5. Dezember 1993                 |

| Medaillenspiegel | Medaillenspiegel                                    | Medaillenspiegel | Medaillenspiegel | Medaillenspiegel | Medaillenspiegel |
| Platz            | Land                                                | G                | S                | B                | Gesamt           |
| ---------------- | --------------------------------------------------- | ---------------- | ---------------- | ---------------- | ---------------- |
| 1                | Volksrepublik China                                 | 10               | 5                | 1                | 16               |
| 2                | USA                                                 | 7                | 6                | 8                | 21               |
| 3                | Australien                                          | 4                | 8                | 7                | 19               |
| 4                | Vereinigtes Königreich                              | 3                | 2                | 3                | 8                |
| 5                | Brasilien                                           | 2                | 1                | 1                | 4                |
| 6                | Deutschland                                         | 1                | 3                | 2                | 6                |
| 7                | Finnland Schweden                                   | 1                | 1                | 1                | 3                |
| 9                | Kanada                                              | 1                | 0                | 1                | 2                |
| 10               | Frankreich Kroatien                                 | 1                | 0                | 0                | 1                |
| 12               | Polen                                               | 0                | 1                | 2                | 3                |
| 13               | Italien Japan Neuseeland Niederlande Moldau Spanien | 0                | 1                | 0                | 2                |
| 19               | Belgien Kuba Russland                               | 0                | 0                | 1                | 1                |

Die Kurzbahnweltmeisterschaften 1993 im Schwimmen fanden vom 2. bis 5. Dezember 1993 in Palma statt und wurden vom internationalen Schwimmverband FINA organisiert.
Es waren die ersten Kurzbahnweltmeisterschaften und sie wurden mit insgesamt zwölf neuen Weltrekorden beendet. Wobei zwei bei den Männern und zehn bei den Frauen geschwommen wurden.

## Zeichenerklärung
- WR – Weltrekord

## Schwimmen Männer

### Freistil

#### 50 m Freistil
| Platz | Land                | Athlet           | Zeit     |
| ----- | ------------------- | ---------------- | -------- |
| 1     | Verein. Königr.     | Mark Foster      | 00:21,84 |
| 2     | Volksrepublik China | Bin Hu           | 00:21,93 |
| 3     | Australien          | Robert Abernethy | 00:21,97 |

#### 100 m Freistil
| Platz | Land      | Athlet           | Zeit     |
| ----- | --------- | ---------------- | -------- |
| 1     | Brasilien | Fernando Scherer | 00:48,38 |
| 2     | Brasilien | Gustavo Borges   | 00:48,42 |
| 3     | USA       | Jon Olsen        | 00:48,49 |

#### 200 m Freistil
| Platz | Land       | Athlet       | Zeit     |
| ----- | ---------- | ------------ | -------- |
| 1     | Finnland   | Antti Kasvio | 01:45,21 |
| 2     | Neuseeland | Trent Bray   | 01:45,53 |
| 2     | Polen      | Artur Wojdat | 01:45,53 |

#### 400 m Freistil
| Platz | Land            | Athlet          | Zeit     |
| ----- | --------------- | --------------- | -------- |
| 1     | Australien      | Daniel Kowalski | 03:42,95 |
| 2     | Finnland        | Antti Kasvio    | 03:42,98 |
| 3     | Verein. Königr. | Paul Palmer     | 03:45,07 |

#### 1500 m Freistil
| Platz | Land        | Athlet          | Zeit     |
| ----- | ----------- | --------------- | -------- |
| 1     | Australien  | Daniel Kowalski | 14:42,04 |
| 2     | Deutschland | Jörg Hoffmann   | 14:53,09 |
| 3     | Polen       | Piotr Albinski  | 14:53,97 |

### Schmetterling

#### 100 m Schmetterling
| Platz | Land     | Athlet          | Zeit     |
| ----- | -------- | --------------- | -------- |
| 1     | Kroatien | Miloš Milošević | 00:52,79 |
| 2     | USA      | Mark Henderson  | 00:52,92 |
| 3     | Polen    | Rafał Szukała   | 00:52,94 |

#### 200 m Schmetterling
| Platz | Land        | Athlet             | Zeit     |
| ----- | ----------- | ------------------ | -------- |
| 1     | Frankreich  | Franck Esposito    | 01:55,42 |
| 2     | Deutschland | Christian Keller   | 01:55,75 |
| 3     | Deutschland | Chris-Carol Bremer | 01:56,86 |

### Rücken

#### 100 m Rücken
| Platz | Land            | Athlet         | Zeit     |
| ----- | --------------- | -------------- | -------- |
| 1     | USA             | Tripp Schwenk  | 00:52,98 |
| 2     | Verein. Königr. | Martin Harris  | 00:53,93 |
| 3     | Kuba            | Rodolfo Falcón | 00:54,00 |

#### 200 m Rücken
| Platz | Land    | Athlet        | Zeit     |
| ----- | ------- | ------------- | -------- |
| 1     | USA     | Tripp Schwenk | 01:54,19 |
| 2     | Italien | Luca Bianchin | 01:55,09 |
| 3     | Belgien | Stefaan Maene | 01:55,68 |

### Brust

#### 100 m Brust
| Platz | Land        | Athlet           | Zeit     |
| ----- | ----------- | ---------------- | -------- |
| 1     | Australien  | Philip Rogers    | 00:59,56 |
| 2     | Niederlande | Ron Dekker       | 00:59,95 |
| 3     | USA         | Seth Van Neerden | 01:00,08 |

#### 200 m Brust
| Platz | Land            | Athlet          | Zeit     |
| ----- | --------------- | --------------- | -------- |
| 1     | Verein. Königr. | Nick Gillingham | 02:07,91 |
| 2     | Australien      | Philip Rogers   | 02:08,32 |
| 3     | USA             | Eric Wunderlich | 02:08,32 |

### Lagen

#### 200 m Lagen
| Platz | Land            | Athlet           | Zeit     |
| ----- | --------------- | ---------------- | -------- |
| 1     | Deutschland     | Christian Keller | 01:56,80 |
| 2     | Verein. Königr. | Fraser Walker    | 01:58,35 |
| 3     | Kanada          | Curtis Myden     | 01:59,27 |

#### 400 m Lagen
| Platz | Land     | Athlet           | Zeit     |
| ----- | -------- | ---------------- | -------- |
| 1     | Kanada   | Curtis Myden     | 04:10,41 |
| 2     | Moldau   | Sergei Mariniuk  | 04:11,96 |
| 3     | Finnland | Petteri Lehtinen | 04:12,33 |

### Staffel

#### Staffel 4 × 100 m Freistil
| Platz | Land      | Athleten                                                                   | Zeit        |
| ----- | --------- | -------------------------------------------------------------------------- | ----------- |
| 1     | Brasilien | - Fernando Scherer - Teófilo Ferreira - José Carlos Souza - Gustavo Borges | 03:12,11 WR |
| 2     | USA       | - David Fox - Seth Pepper - Jon Olsen - Mark Henderson                     | 03:12,68    |
| 3     | Russland  | - Roman Schtschogolew - Wladislaw Kulikow - Wladimir Predkin - Juri Muchin | 03:15,56    |

#### Staffel 4 × 200 m Freistil
| Platz | Land        | Athleten                                                                   | Zeit     |
| ----- | ----------- | -------------------------------------------------------------------------- | -------- |
| 1     | Schweden    | - Tommy Werner - Christer Wallin - Lars Frölander - Anders Holmertz        | 07:05,92 |
| 2     | Deutschland | - Christian Tröger - Christian Keller - Chris-Carol Bremer - Jörg Hoffmann | 07:08,63 |
| 3     | Brasilien   | - Gustavo Borges - Teófilo Ferreira - José Carlos Souza - Cassiano Leal    | 07:09,97 |

#### Staffel 4 × 100 m Lagen
| Platz | Land            | Athleten                                                                       | Zeit        |
| ----- | --------------- | ------------------------------------------------------------------------------ | ----------- |
| 1     | USA             | - Tripp Schwenk - Eric Wunderlich - Mark Henderson - Jon Olsen                 | 03:32,57 WR |
| 2     | Spanien         | - Carlos Ventosa Delmas - Sergio López - Joaquín Fernández - José Maria Rojano | 03:36,92    |
| 3     | Verein. Königr. | - Martin Harris - Nick Gillingham - Michael Fibbens - Mark Foster              | 03:37,27    |

## Schwimmen Frauen

### Freistil

#### 50 m Freistil
| Platz | Land                | Athlet         | Zeit        |
| ----- | ------------------- | -------------- | ----------- |
| 1     | Volksrepublik China | Le Jingyi      | 00:24,23 WR |
| 2     | USA                 | Angel Martino  | 00:24,93    |
| 3     | Schweden            | Linda Olofsson | 00:25,21    |

#### 100 m Freistil
| Platz | Land                | Athlet          | Zeit        |
| ----- | ------------------- | --------------- | ----------- |
| 1     | Volksrepublik China | Le Jingyi       | 00:53,01 WR |
| 2     | USA                 | Angel Martino   | 00:53,39    |
| 3     | Verein. Königr.     | Karen Pickering | 00:54,39    |

#### 200 m Freistil
| Platz | Land                | Athlet          | Zeit     |
| ----- | ------------------- | --------------- | -------- |
| 1     | Verein. Königr.     | Karen Pickering | 01:56,25 |
| 2     | Australien          | Susan O’Neill   | 01:57,16 |
| 3     | Volksrepublik China | Bin Lu          | 01:57,71 |

#### 400 m Freistil
| Platz | Land       | Athlet        | Zeit     |
| ----- | ---------- | ------------- | -------- |
| 1     | USA        | Janet Evans   | 04:05,64 |
| 2     | USA        | Trina Jackson | 04:07,49 |
| 3     | Australien | Julie Majer   | 04:07,91 |

#### 800 m Freistil
| Platz | Land       | Athlet        | Zeit     |
| ----- | ---------- | ------------- | -------- |
| 1     | USA        | Janet Evans   | 08:22,43 |
| 2     | Australien | Julie Majer   | 08:26,46 |
| 3     | USA        | Trina Jackson | 08:27,50 |

### Schmetterling

#### 100 m Schmetterling
| Platz | Land                | Athlet          | Zeit     |
| ----- | ------------------- | --------------- | -------- |
| 1     | Australien          | Susan O’Neill   | 00:59,19 |
| 2     | Volksrepublik China | Liu Limin       | 00:59,24 |
| 3     | USA                 | Kristie Krueger | 00:59,53 |

#### 200 m Schmetterling
| Platz | Land                | Athlet        | Zeit     |
| ----- | ------------------- | ------------- | -------- |
| 1     | Volksrepublik China | Liu Limin     | 02:08,51 |
| 2     | Australien          | Susan O’Neill | 02:09,08 |
| 3     | Australien          | Petria Thomas | 02:09,40 |

### Rücken

#### 100 m Rücken
| Platz | Land                | Athlet        | Zeit        |
| ----- | ------------------- | ------------- | ----------- |
| 1     | USA                 | Angel Martino | 00:58,50 WR |
| 2     | Volksrepublik China | He Cihong     | 01:00,18    |
| 2     | Australien          | Elli Overton  | 01:00,18    |

#### 200 m Rücken
| Platz | Land                | Athlet        | Zeit        |
| ----- | ------------------- | ------------- | ----------- |
| 1     | Volksrepublik China | He Cihong     | 02:06,09 WR |
| 2     | Volksrepublik China | Yuan-Yuan Jia | 02:07,95    |
| 3     | Deutschland         | Cathleen Rund | 02:09,59    |

### Brust

#### 100 m Brust
| Platz | Land                | Athlet         | Zeit        |
| ----- | ------------------- | -------------- | ----------- |
| 1     | Volksrepublik China | Guohong Dai    | 01:06,58 WR |
| 2     | Australien          | Linley Frame   | 01:07,65    |
| 3     | Australien          | Samantha Riley | 01:07,77    |

#### 200 m Brust
| Platz | Land                | Athlet         | Zeit        |
| ----- | ------------------- | -------------- | ----------- |
| 1     | Volksrepublik China | Guohong Dai    | 02:21,99 WR |
| 2     | Japan               | Hitomi Maehara | 02:24,45    |
| 3     | Australien          | Samantha Riley | 02:24,75    |

### Lagen

#### 200 m Lagen
| Platz | Land                | Athlet         | Zeit        |
| ----- | ------------------- | -------------- | ----------- |
| 1     | USA                 | Allison Wagner | 02:07,70 WR |
| 2     | Volksrepublik China | Guohong Dai    | 02:09,21    |
| 3     | Australien          | Elli Overton   | 02:10,51    |

#### 400 m Lagen
| Platz | Land                | Athlet         | Zeit        |
| ----- | ------------------- | -------------- | ----------- |
| 1     | Volksrepublik China | Guohong Dai    | 04:29,00 WR |
| 2     | USA                 | Allison Wagner | 04:31,76    |
| 3     | Australien          | Julie Majer    | 04:37,50    |

### Staffel

#### Staffel 4 × 100 m Freistil
| Platz | Land                | Athleten                                                            | Zeit        |
| ----- | ------------------- | ------------------------------------------------------------------- | ----------- |
| 1     | Volksrepublik China | - Bin Lu - Ying Shan - Yuanyuan Jia - Le Jingyi                     | 03:35,97 WR |
| 2     | Schweden            | - Ellenor Svensson - Linda Olofsson - Suzanne Lööv - Louise Jöhncke | 03:39,41    |
| 3     | USA                 | - Angel Martino - Sarah Perroni - Kristie Krueger - Paige Wilson    | 03:40,40    |

#### Staffel 4 × 200 m Freistil
| Platz | Land                | Athleten                                                     | Zeit        |
| ----- | ------------------- | ------------------------------------------------------------ | ----------- |
| 1     | Volksrepublik China | - Ying Shan - Guanbin Zhou - Le Jingyi - Bin Lu              | 07:52,45 WR |
| 2     | Australien          | - Tammy Bruce - Elli Overton - Anna Windsor - Susan O’Neill  | 07:56,52    |
| 3     | USA                 | - Paige Wilson - Sarah Perroni - Trina Jackson - Janet Evans | 08:02,99    |

#### Staffel 4 × 100 m Lagen
| Platz | Land                | Athleten                                                              | Zeit        |
| ----- | ------------------- | --------------------------------------------------------------------- | ----------- |
| 1     | Volksrepublik China | - He Cihong - Guohong Dai - Liu Limin - Le Jingyi                     | 03:57,73 WR |
| 2     | Australien          | - Elli Overton - Linley Frame - Petria Thomas - Susan O’Neill         | 04:00,17    |
| 3     | USA                 | - Angel Martino - Kelli King-Bednar - Kristie Krueger - Sarah Perroni | 04:01,30    |